# 小島秀夫 (ゲームデザイナー)
小島 秀夫（こじま ひでお、1963年8月24日 - ）は、日本のゲームクリエイター、実業家。コジマプロダクション代表。
コナミコンピュータエンタテインメントジャパン取締役副社長、コナミデジタルエンタテインメント執行役員副社長、同社エグゼクティブコンテンツオフィサーを歴任。開発チーム小島プロダクションの監督を務めていたが、2015年12月15日付けでコナミを退社。小島の退社後も多くのメンバーはコナミに残っているが、一部のスタッフは小島と共に退社し小島の会社に移籍している。
コナミ時代は「小島プロダクション」の「小島」が漢字表記。新会社は「コジマプロダクション」で、全てカタカナ表記。

## 経歴

### 学生時代
東京都世田谷区に生まれ、父親の仕事の都合で神奈川県茅ヶ崎市、3歳からは大阪府茨木市、兵庫県川西市に移り住んだ。製薬会社の薬剤師だった父は大の映画好きで幼い頃から家のテレビでは映画が毎日流れていた。父の影響により小説や映画を嗜むようになり、小学生の頃に『刑事コロンボ』のノベライズに熱中し、以後ミステリー小説、SF、冒険小説などを愛読するようになる。小学5年生で一人映画館に通うようになり、将来の夢に作家を意識するようになる。自ら漫画や小説を書くことも始めた。
映画監督か小説家を志し中学から高校まで友人と自主映画の制作を行っていた。そのため芸術大学への進学を希望していたが、既に父親が死去（小島が中学2年生の頃）していた家庭の事情により、断念。普通大学（大学名は非公表）に進学する。

### 1980年代
大学に進学したが、金融機関への就職をめざす友人らと話が合わず、ひとりで過ごすことも多かった 。任天堂のファミリーコンピュータが大流行した時代、『スーパーマリオブラザーズ』に出会ったことをきっかけに、ゲームというプラットフォームの未来に可能性を感じゲーム制作者を志すようになる。大学3年のときにアーケードゲームに傾倒し、当時『イーアルカンフー』など風変わりなゲームを出していたコナミに興味を持ち、1986年に同社の神戸オフィスに入社した。入社後、MSXの部門に配属されたが、小島はファミコンのソフトが作りたいという思いがあったために会社を辞めようと考えていた時期があった。
さらにファミコンより制約が多いMSXでいかにアイディアとセンスで勝てるか苦悩の日々が続いた。その制約の中で生まれたのが1987年に発売されたMSX2用ソフト『メタルギア』であった。当時、アーケードゲームで人気のあった戦争ゲームを作ってみろ、と言われたが多くの弾丸やキャラクターを表示させることはMSXの性能では不十分であり、小島自身もそのようなものは創りたくなかった。そこで「弾や敵をあまり出させずに敵地にこっそりと潜入して進んでいく」という逆転的な発想をコンセプトにした、今で言う所のステルスアクションゲームを考案。この斬新性とストーリーの完成度の高さからMSXのソフトとして大きな成功を収めた。
1988年にアドベンチャーゲームである『スナッチャー』が発売された。小島の作品の特徴となる、ゲームに映画のような手法を取り入れた初めての作品となった。1990年にはメタルギアの続編にあたる『メタルギア2 ソリッドスネーク』が発売された。コナミ最後のMSX2向けのソフトであり、『メタルギアシリーズ』はいったんここで終結した。

### 1990年代
1994年には『スナッチャー』で使われていた映画的手法をさらに発展させた『ポリスノーツ』が発売され、高い評価を得る。
1995年にコナミの分社化に伴いコナミコンピュータエンタテインメント大阪（後のコナミコンピュータエンタテインメントスタジオ）の開発第5部の部長になり、翌年に開発第5部がコナミコンピュータエンタテインメントジャパンとして独立、東京に開発拠点を置いた。
1998年には『メタルギアシリーズ』の復興として、プレイステーションの能力を生かして制作された『メタルギアソリッド』が発売された。『メタルギアソリッド』は旧来の『メタルギア』のプレイヤーのみならず新たな層も開拓し、さらにアメリカ合衆国では日本でのセールスを大きく上回りダブルミリオンを達成するほどの人気が出ており、全世界で約660万本を売上げる大ヒットとなった。

### 2000年代
2001年にはロボットアクションゲームである『ZONE OF THE ENDERS Z.O.E』と、『メタルギアソリッド』の続編である『メタルギアソリッド2』をリリースした。『メタルギアソリッド2』及び前作のヒットを受けて、2001年12月24日発売のアメリカの『Newsweek』誌で「未来を切り拓く10人」に日本人として唯一選ばれた。
2004年8月に行われた、G4Tech TV主催のゲーム表彰式「G-Phoria」にて「Legend Award（特別功労賞）」を受賞した。同年12月には『メタルギアソリッド3』をリリースした。
2005年4月にコナミの再編によりコナミコンピュータエンタテインメントジャパンがコナミに吸収合併され、同年5月に自身の開発チームである小島プロダクションが発足した。同年12月19日、小島プロダクションの公式サイト内のブログ『HIDEO BLOG』内でネットラジオ『HIDECHAN!』を配信開始。同月28日から『HIDECHAN! ラジオ』へと移行した。小島プロスタッフや『メタルギアソリッド』シリーズゆかりの声優などを招きトークを展開、パーソナリティーとしての側面も見せる。
2006年にコナミが持株会社へ移行。それに伴い、新設子会社であるコナミデジタルエンタテインメントに移籍、同時に執行役員クリエイティブオフィサーに就任する。同年の10月23日に「全米プロデューサー組合」が選ぶ、「世界で最も革新的なプロデューサー、クリエイター 50人」の1人に選出された。
2007年9月22日、「東京ゲームショウ 2007」で行われた「レトロゲーム・アワード 2007」で「最優秀新人賞」を受賞。ゲームを表彰する舞台が存在しなかった20年前に、もしこういったイベントがあればと想定して企画されたものであり、小島は「まだ1本しか作っていないのですが、次はファミコンに挑戦してみたいと思います」と、20年前の想定でコメントしている。
2008年6月、PS3専用ゲームソフトとして『メタルギアソリッド4』を全世界同時発売。
2009年3月、世界最大級のゲーム開発者会議「Game Developers Conference 2009」に招かれ、『ソリッドゲームデザイン：『不可能』を可能にする（Solid Game Design: Making the 'Impossible' Possible）』と題した基調講演を行う。同講演の中で、『MISSION:The NEXT MGS』の文字とともに、刀を持った男（後の週刊ファミ通におけるインタビューで雷電であると公言）が描かれたロゴを発表し、「新しいミッション『The NEXT MGS』に挑みたい」というコメントを残す。
同じくこの時に、「9th Annual Game Developers Choice Awards」で、「Lifetime Achievement Award（生涯功労賞）」を受賞した。
2009年4月、コナミデジタルエンタテインメントの専務執行役員に就任。
2009年6月2日・3日、「Electronic Entertainment Expo 2009」において、『メタルギアシリーズ』の新作として、Xbox 360・PS3・PC向けに『メタルギア ライジング リベンジェンス』、PSP向けに『メタルギアソリッド ピースウォーカー』、アーケード向けに『メタルギアアーケード』の三作品を制作すること、またPS3 / Xbox 360向けアクションゲーム『Castlevania -Loads of Shadow-』（悪魔城ドラキュラシリーズの新作）を小島プロダクションがプロデュースすることをそれぞれ発表した。

### 2010年代

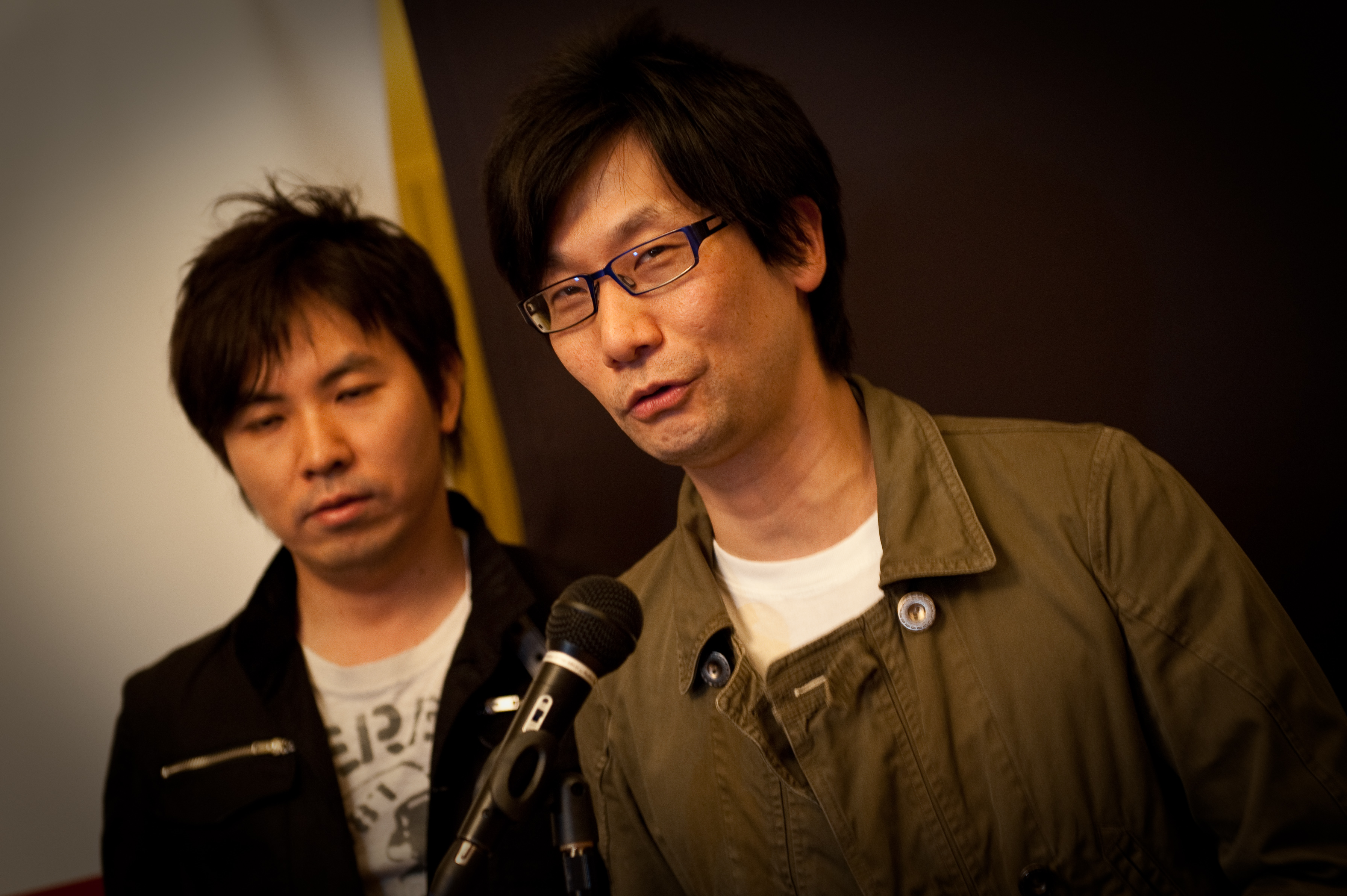
小島秀夫「E3 2010」

2011年4月、コナミデジタルエンタテインメントの執行役員副社長に昇任した。その後、上席執行役員を経て、2014年7月7日よりエグゼクティブコンテンツオフィサーに就任。
2010年4月24日、『メタルギアソリッド ピースウォーカー』を発売。
2011年5月、スペイン文化省などが支援するAcademy of the Arts and Interactive Science（スペイン・インタラクティブ芸術科学アカデミー / スパニッシュアカデミー）より、第1回目の「Premio de Honor（名誉賞）」を授与されると発表された。授賞式は6月末から7月頭にかけて開催されるスペイン・バルセロナの「Gamelab 2011」の場でより行われた。
2011年7月、長年須田剛一とあたためていた『スナッチャー』の続編を、自身のラジオ番組の記念企画『スダッチャー』として発表。
2011年10月、「南カリフォルニア大学」の「映画芸術学部」にて特別講習を行う。「映画芸術学部」はスティーヴン・スピルバーグが名誉教授を務めることでも知られ、これまでに、ジョージ・ルーカスなど著名な映画監督を送り出している。募集には定員の200人を大きく上回る希望者が殺到し、当日も立ち見が出るほどの盛況振りであった。
2012年8月30日、「メタルギア」シリーズ生誕25周年を記念して、「METAL GEAR 25th ANNIVERSARY PARTY（メタルギア生誕25周年アニバーサリーパーティー）」を開催。ここで満を持してメタルギアソリッドの実写映画化を発表、アヴィ・アラッドがプロデュースを行い、制作は、同氏が率いる制作会社アラッド・プロダクションズとコロンビア映画が担当し、米ソニー・ピクチャーズ エンタテインメントが製作・配給が決定した。また、新たな遊びへの挑戦として、GREEと共同制作するソーシャルコンテンツ「メタルギアソリッド ソーシャル・オプス」を発表。そして、現在開発中のゲームエンジン「Fox Engine」の実機による「メタルギア」のデモンストレーションを世界で初めて公開。さらにナンバリングタイトルとして『メタルギアソリッドV グラウンド・ゼロズ』のトレーラーが公開された。
2012年9月27日、イギリスを訪れイギリス有数のコンシュマーゲームショー「EUROGAMER EXPO 2012」に特別レクチャーとして招待される。会場には定員の倍、1000人を超える希望者が列を作ったほか、立ち見が出る盛況で「メタルギア」シリーズをはじめとする自らのゲーム制作について語った。
翌28日はイギリスの映画、テレビ、ビデオゲーム業界をリードする人々がメンバーとなって構成する権威ある団体British Academy of Film and Television Arts（BAFTA、英国映画テレビ芸術アカデミー）が開催する「ANNUAL GAMES LECTURE 2012」でビデオゲーム業界に多大な功績を与えた人物と言うことで講師として招待された。そこでゲーム制作におけるアイデアの創出、ストーリーとゲームデザインの構築などに関する質問に、自らの人生を振り返り、経験談を交えながら丁寧に回答した。
同年12月に「Spike Video Game Awards」で「Moby Dick Studios」なる謎のゲーム制作団体が『The Phantom Pain』と言う新作タイトルのトレーラーを電撃的に公開。だが、このトレーラーの中で様々な点がメタルギアと類似していたことから、メタルギアの新作なのでは?という疑問が起き、多くの人やゲームサイトがトレーラーの検証を行った。
2013年2月21日、『メタルギア ライジング リベンジェンス』を発売、メタルギアを次の世代に託すことも兼ねて自身は監督せずエグゼクティブプロデューサーとして参加。
2013年3月28日にアメリカで行われた「GDC 2013」にて公開されたトレーラーで、「GROUND ZEROES」と「THE PHANTOM PAIN」が同作品であることが判明。ここで正式にナンバリングタイトル『メタルギアソリッドV ファントムペイン』として発表された。このような発表はゲーム業界などを盛り上げる為の一連のイベントとして、自身の遊び心から考えた発表法であった。
2014年3月20日、『メタルギアソリッドV グラウンド・ゼロズ』発売。
2014年8月14日に、小島プロダクション生誕初であるホラーゲームの『P.T.』がPlayStation Networkにて配信された。
2014年10月24日　「Golden Joystick Awards 2014」にて、「Lifetime Achievement Award（生涯功労賞）」を受賞した。
2015年3月、社内の制作体制変更により小島プロダクションが消滅し、同じタイミングで小島自身も執行役／部長職から外されている。『日本経済新聞』によると、小島プロダクションは「第8制作部」に再編されたが、部員は社内でインターネット環境から切り離され、小島も情報発信を止められた「幽閉」状態にあると報じられた。3月18日からTwitterにてツイートが行われなくなっているが、4月15日からはツイートが再開されている。
2015年9月2日、『メタルギアソリッドV ファントムペイン』発売。
12月3日には「PlayStation Awards 2015」が開催され、『メタルギアソリッドV ファントムペイン』も入賞したが、小島は授賞式に出席しなかった。日本時間翌日4日に開催された「The Game Awards 2015」では、主催者兼司会のジェフ・キーリーは、小島は出席を望んでいたが、出席は雇用契約上認められていないというコナミの弁護士の通告があったことを明らかにした。その上で、「（小島）秀夫のようなアーティストがここに来て、仲間や同輩と一緒に（受賞を）祝うことが許可されないというのは残念で、私には考えられないのです。」とコナミを批判した。
12月15日付でコナミデジタルエンタテインメントを退社。新会社を設立してゲーム開発を続けると報じられた。
12月16日　新会社コジマプロダクションを設立。
2016年1月、アメリカのAcademy of Interactive Arts & Sciences（AIAS、インタラクティブ芸術科学アカデミー）が毎年開催する「D.I.C.E. Summit」の中で行う授賞式典「D.I.C.E. Awards（ダイス・アワード）」にて、「Hall of Fame Award（殿堂賞）」を受賞した。プレゼンターはギレルモ・デル・トロが務めた。
また、最新のテクノロジーを探求する為、マーク・サーニーと共に世界中の開発スタジオを訪問する。
2016年6月　「E3 2016」で、新作でありコジマプロダクション初作品となる『DEATH STRANDING』を発表した。主演はノーマン・リーダス。
2016年12月1日　「The Game Awards 2016」にて、「Industry Icon Award」を受賞。授賞式の場ではジェフ・キーリーからアワードを贈られた。
2019年10月　イベントでロシアを訪れた際、国営モスクワ地下鉄から自身の似顔絵が描かれた、限定定期券が発行される。
2019年11月8日　『DEATH STRANDING』を発売。

### 2020年代
2020年、英国映画テレビ芸術アカデミー（BAFTA）から「英国アカデミー賞のフェローシップ賞」を授与すると発表された。「BAFTA Fellowship Award（バフタ・フェローシップ賞）」の授与は開催・第16回目の「英国アカデミー賞ゲーム部門」の授賞式の場でより行われた。
同じく2020年、CESAが主催するCEDECが実施する「CEDEC AWARDS」にて、「CEDEC AWARDS 2020 - 特別賞」を受賞した。
2022年3月、「『DEATH STRANDING DIRECTOR'S CUT』の成果」により、「文化庁」が主催する「令和3年度 （第72回） 芸術選奨 - メディア芸術部門 芸術選奨文部科学大臣賞」を受賞した。
2022年11月、「anan AWARD 2022 - カルチャー部門」を受賞した。
同年12月、「The Game Awards 2022」にて、『DEATH STRANDING』の続編となる「DS2（仮称）」を発表した。また「とんがったゲーム」の実験と仕込みをしていることを明かした。
2023年12月、「The Game Awards 2023」にて、オリジナルIPとなる新作『OD』を発表した。また同月に『DEATH STRANDING』の映画化を発表した。
2024年2月1日、「State of Play January 31, 2024」にて、「オリジナルIPであり新世代のアクション・エスピオナージ・ゲーム」の制作「PHYSINT（仮称）」を発表した。「2年後にゲーム制作40周年を迎える自身の集大成を目指すタイトル」となり、『DEATH STRANDING 2: ON THE BEACH』の開発完了後に、本格的に制作に取り掛かる。

## 制作スタイル
ゲームジャンルとしてはアクションゲームやアドベンチャーゲームが好きだが、いわゆる「ファーストパーソン・シューティングゲーム」は好きではなく、画面にキャラクターが映る三人称視点のゲーム「サードパーソン・シューティングゲーム」が好みとのこと。また開発の際には「自分が遊びたいゲーム」を作ることにこだわっているとインタビューで語っている。
自身の仕事はゲームだからできると発言している。「映画や小説をやりたかったが、そうなると完成させる自信はない。際限なく改良を加え続けると思う。ゲームはプレイヤーが介入して初めて完成するインタラクティブなもの。（多岐な可能性を残せるという意味で）こだわっても仕方がない部分がある」と語っている。
『メタルギアシリーズ』のソリッド・スネークはキャラクター性を持たせないように創っていたと語っている。『MGS』でキャラクター性が付いてしまったので『MGS2』で雷電を新しい主人公にして、スネークを客観的に観られるようにしたと発言している。
常にゲームの未来を見据え、「不可能を可能にするゲームデザイン」をもって、新境地に挑戦し続けている。
メタルギアシリーズでは「反戦・反核」というテーマがどの作品でも根底に流れている。
『MGS』では「GENE（遺伝子）」というテーマの下、優れた遺伝子が戦略物資となり、遺伝子によって個人を識別する殺人ウイルスという設定が生まれた。
『MGS2』では「MEME（文化的遺伝子）」というテーマの下、遺伝子によって受け継がれない文化的な情報の総体という事を軸に、人間が紡いできた物語が自意識を得て人間を制御するというSF的アクロバットを展開し、それでも「人が、自らの意志で伝えなければいけない」というメッセージを残した。
『MGS3』では「SCENE（時代）」というテーマの下、伝えるべき文化や規範が時代によって変化すること。
『MGS4』では「SENSE」というテーマの下、時代に左右されない、遺伝子でもMEMEでも伝えることの出来ないセンスがテーマとなった。
『MGSPW』では「PEACE（平和）」というテーマの下、従来の核抑止論に挑戦するAIによる核報復（これは『博士の異常な愛情』へのオマージュでもある）や、今まで忌むべき存在として描かれた「メタルギア」と「核」を敵への抑止力としてプレイヤーが保有しなければならない「平和」のありようを描いた。
そして『MGSV』のテーマは、なぜ平和を守っていくことが出来ないのかという事の根底にある「RACE（人種）」と「報復」等の深い闇の部分を描いている。
自身の作品に関しては、他のスタジオに一部制作を丸投げする分業や外注を行わない方針である。それは自分の意思を作品の隅々まで浸透させるためであり、制作の効率化、迅速な先端技術の導入を可能にしている。

## メタルギアシリーズについて
小島はX（旧Twitter）上で、「MGSは僕が産み出した物であるが、僕の持ち物ではない。だからどういう形であれ、ファンがいる限り、MGSは創られる。僕が業界を去ろうが、この世を去ろうが、他の人気定番シリーズと同じ様に。」と述べており、自分が関係せずともシリーズは製作され続けるだろうと語っている。
小島が一切関わらなかった『メタルギア サヴァイヴ』については、「東京ゲームショウ 2016」のソニーブースで行われた新作『DEATH STRANDING』のステージで、「本作（サヴァイヴ）は小島のアイディアなのか」と問われた際、「全然関係ないですよ。全く知りません。僕の中でメタルというのはポリティカル・フィクション（政治もの）であり、エスピオナージ（スパイ）ものなので、ゾンビなんか出るわけないじゃないですか」と返答している。この対談ではゾンビと表現しているが、公式では出現する敵クリーチャーをゾンビとは一切表現していない。

## 人物
僕の70%は映画でできていると語り、大の映画好き、小説好きである。これらの造詣が深い。UK音楽も好む。
ゲーム作品では『スーパーマリオブラザーズ』と『ポートピア連続殺人事件』から影響を受けている。
東京世田谷生まれだが、北摂弁を話す。
『メタルギアシリーズ』の正統続編（ナンバリングタイトル）を出すたびに「これでストーリーは完結」「次は作らない」と幾度も発言している。『メタルギアソリッド4』を「私が監督・プロデュースする最後の『MGS』」という発表をし、発売後は『メタルギアシリーズ』を、次世代のクリエイターに託す事を宣言した。しかし、「E3 2009」で発表された最新作2作のうち、PSP向けに開発されているという『ピースウォーカー』については、小島自身が再び監督すると公言し、公式ページにも明記していた。
飛行機の中で眠れない体質。そのため、飛行機での長距離移動の際は、読書や機内放送の映画を見て時間を潰している（HIDEOBLOGより）。
好物はカルピスで、コナミ在籍時代に柴田亜美が『ドキばぐ』の取材に来た際に2度贈答用として使われているフルーツカルピス詰め合わせを柴田に奪われている。
既婚者で息子がいる。息子用にゲームボーイアドバンスを購入していたが自分で『逆転裁判』をプレイしていた事がある。
Twitterのフォロワー数が最も多いゲームディレクター（認定時：281万3385）、Instagramのフォロワー数が最も多いゲームディレクター（認定時：88万8539）としてギネス世界記録に認定された。
TOEICのスコアは780点でジョン・カーペンターとも手紙でやり取りし、英語の読み書きも出来るが、ある仕事で英語の発音を馬鹿にされトラウマになったため、以降は公の場で英語を話した事はない。

## 親交
桜井政博とは幾度かラジオ共演しており、小島本人の希望により、『大乱闘スマッシュブラザーズX』にはソリッド・スネークがゲスト出演したと小島自身は冗談めかして語っている。また、2018年には桜井がコジマプロダクション本社ビルに訪れている。
脚本家の坂元裕二は友人であり、お互いの関わる作品が公開されれば視聴したり、ゲームをプレイし合う関係でもある。
須田剛一とは洋楽について、深い造詣を見せたトークを交えている。須田を介して知り合った志倉千代丸と須田の3人でアドベンチャーゲームの開発を目論んでいるが、実現はしていない。
特に矢野健二とはお互いに生粋の映画好きであり、KADOKAWA時代から長年に渡って自身のブログ「HIDEOBLOG」から発展したポッドキャスト『HIDECHAN! Radio』（後に『ヒデラジ』と改称）において映画について深い語り合いを行った。
アイドルグループであるKAT-TUNの中丸雄一はメタルギアシリーズのファンでそれを公言している（自身のパフォーマンスにMGSの音楽を入れるなど）。その為か、誕生日にラジオでスネークやミラーからお祝いメッセージを送り、ファミ通では対談、コンサートにも招待される。また、星野源、三浦大知もたびたび会食やスタジオを訪れるなど音楽業界での親交も深い。
ハリウッドの有名監督達との交友があり、J・J・エイブラムスからは毎年メッセージカードが送られたり、2014年のE3で発表された、MGSVに関するトレーラーには、映画プロデューサーのアヴィ・アラッド、映画監督のギレルモ・デル・トロ、俳優のキーファー・サザーランドほか海外の著名人から数多くのコメントが寄せられている。
ギレルモ・デル・トロと共同で『サイレントヒル』最新作を開発していたが、2014年にプロトタイプに当たる『P.T.』をリリース後は音沙汰がなく、その後の2015年の事業改編と小島の役員降格のため開発中止となった。
ニコラス・ウィンディング・レフンとはお互いに古くからの友人であったような感覚を覚えるほど意気投合している。

## 作品一覧
- 夢大陸アドベンチャー（1986年、企画サポートのみ）
- メタルギアシリーズ
  - メタルギア（1987年）
  - メタルギア2 ソリッドスネーク（1990年）
  - メタルギアソリッド（1998年）
  - メタルギアソリッド2 サンズ・オブ・リバティ（2001年）
  - メタルギアソリッド ザ・ツインスネークス（2004年）
  - メタルギアソリッド3 スネークイーター（2004年）
  - メタルギアソリッド ポータブル・オプス（2006年）
  - メタルギアソリッド ポータブル・オプス+（2007年）
  - メタルギアソリッド4 ガンズ・オブ・ザ・パトリオット（2008年）
  - メタルギアソリッド ピースウォーカー（2010年）
  - メタルギアソリッドV グラウンド・ゼロズ（2014年）
  - メタルギアソリッドV ファントムペイン（2015年）
- スナッチャー（1988年）
- ポリスノーツ（1994年）
- ときめきメモリアルドラマシリーズ
  - 虹色の青春（1997年）
  - 彩のラブソング（1998年）
  - 旅立ちの詩（1999年）
- ギターフリークス（1999年）
- ZONE OF THE ENDERSシリーズ
  - ZONE OF THE ENDERS Z.O.E（2001年）
  - ANUBIS ZONE OF THE ENDERS（2003年）
- ボクらの太陽シリーズ
  - ボクらの太陽（2003年）
  - 続・ボクらの太陽 太陽少年ジャンゴ（2004年）
  - 新・ボクらの太陽 逆襲のサバタ（2005年）
  - ボクらの太陽 Django＆Sabata（2006年）
- P.T.（2014年）
- DEATH STRANDINGシリーズ
  - DEATH STRANDING（2019年）
  - DEATH STRANDING 2: ON THE BEACH（2025年）
- OD（TBA）

### 著書
- ゲームデザイナー小島秀夫の視点（2007年、幻冬舎）
- 僕の体の70%は映画でできている―小島秀夫を創った映画群（2008年、ソニーマガジンズ）
- 僕が愛したMEMEたちーいま必要なのは、人にエネルギーを与える物語（ミーム）（2013年、メディアファクトリー）
- 創作する遺伝子 僕が愛したMEMEたち（2019年、新潮文庫）

### 命名
- ギターフリークス
- ドラムマニア
- ギタドラ[58]

## 出演

### ゲーム
- ポリスノーツ - AP隊員2
- ユーラシアエクスプレス殺人事件 - 旅行者
- es - 研究員・佐竹
- メタルギアソリッド - セーブデータが読まれるイベントがあるサイコマンティス戦でメモリーカード（スロット問わず）に「ポリスノーツ」と「スナッチャー」の両セーブデータがあると小島秀夫本人の肉声に変わる。
- メタルギアソリッド3 オンライン - サービス終了1時間前から、兵士全員の声が小島秀夫のものとなった。
- メタルギアソリッド4 - ミズーリクルー及び天の声
- メタルギアソリッド ピースウォーカー - ピューパ戦の前にあるトラックを調べると、「HIDEO」という名前の兵士が仲間になる。その際、スネークが「監督!?」と呟く。
- メタルギアソリッドV グラウンド・ゼロズ - ミッション「諜報員奪還」で諜報員役として登場。ミッションのクリアランクによって「遅かったじゃないか」や「完璧やんか」などのセリフをムービー中に言う。また、ミッション「デジャヴ」でも条件を満たすと無線でお礼の言葉が聞ける。
- メタルギアソリッドV ファントムペイン - 上記ミッション「諜報員奪還」をクリアした状態のセーブデータを本作に移行すると、ゲーム序盤で「Hideo」という兵士がマザーベースに入隊する。カズヒラによると、ビッグボス復活の噂を聞いて入隊を志願してきたとのこと。ミッション「最重要人物」においても回収可能。
- キャッスルヴァニア ロード オブ シャドウ - チュパカブラ
- Control（英語版） - トクイ・ヨシミ博士（カメオ出演）[59][60]
- ロックマンエグゼ4 トーナメント レッドサン/トーナメント ブルームーン　-　オズマ監督
- デス・ストランディング - BT
- サイバーパンク2077 - ヒデヨシ・オオシマ

### ラジオ
- ヒデラジ - メインパーソナリティ
  - スダッチャー - リトル・ジョン役
- カズヒラ・ミラーの「カズラジ。」 - ゲスト出演（#6、#10、#11、#17、#24）
- アフター6ジャンクション - ゲスト
  - コジ10 小島秀夫の「最高の10分間にしよう - コーナーパーソナリティ
- コジ10 小島秀夫の「最高の10時にしよう」 - パーソナリティ
- TRUME TIME AND TIDE - ゲスト
- 星野源のオールナイトニッポン - ゲスト
- 伊集院光とらじおと - ゲスト
- HIDEO KOJIMA'S RADIOVERSE - メインパーソナリティ
- 杉田智和のアニゲラ!ディドゥーーン #30（2010年5月20日）

### テレビドラマ
- トゥー・オールド・トゥー・ダイ・ヤング Too Old to Die Young（2019） - ニコラス・ウィンディング・レフンが手がけるテレビシリーズ。友情出演している。

### テレビ番組
- Evening Urgant（英語版）（2019年10月3日）
- SWITCHインタビュー 達人達（2022年1月22日） - 宇宙飛行士の野口聡一と共演。
- ゲームセンターCX - 過去に3回登場。
- NNNドキュメント - 地上波初登場した番組で、「ゲーム内の死」と「相次ぐ若年層の事件」についての対談をした。
- 時代の響き - 第32回「ゲームデザイナー・監督 小島秀夫」
- Mega64
- ゲームゲーム

### 映画
- あずみ - エキストラ

### ネット配信
- コジマ・ステーション『コジステ』 - メインパーソナリティ
- Hideo Tube（ヒデチュー） - メインパーソナリティ

## 主な受賞歴

### 個人賞
- 2004年：G-Phoria 2004 - Legend Award（特別功労賞）[12]
- 2007年：レトロゲーム・アワード 2007 - 最優秀新人賞
- 2009年：9th Annual Game Developers Choice Awards - Lifetime Achievement Award（生涯功労賞）
- 2011年：Academy of the Arts and Interactive Science（スペイン・インタラクティブ芸術科学アカデミー / スパニッシュアカデミー） - Premio de Honor（名誉賞）
- 2014年：Golden Joystick Awards 2014 - Lifetime Achievement Award（生涯功労賞）
- 2016年：19th Annual D.I.C.E. Awards - Hall of Fame Award（殿堂賞）
- 2016年：The Game Awards 2016 - Industry Icon Award
- 2017年：Brasil Game Show 2017 - Lifetime Achievement Award（生涯功労賞）
- 2020年：16th Annual British Academy Games Awards / BAFTA Games Awards - BAFTA Fellowship Award（バフタ・フェローシップ賞）
- 2020年：CEDEC AWARDS 2020 - 特別賞[1]
- 2021年：10th Annual New York Game Awards - Andrew Yoon Legend Award
- 2022年：令和3年度 （第72回） 芸術選奨 - メディア芸術部門 芸術選奨文部科学大臣賞
- 2022年：anan AWARD 2022 - カルチャー部門

### その他の記録・栄誉
- 2001年：アメリカ『Newsweek』誌にて、「未来を切り拓く10人」の1人として選出される[11]。
- 2006年：「全米プロデューサー組合」が選ぶ、「Digital 50」の1人として選出される[18]。
- 2019年：Guinness World Records - Most followers on Twitter for a videogame director（ツイッターのフォロワー数が最も多いゲームディレクター / ※ 認定時281万3385）
- 2019年：Guinness World Records - Most followers on Instagram for a videogame director（インスタグラムのフォロワー数が最も多いゲームディレクター / ※ 認定時88万8539）
- 2024年：アメリカのエンターテインメントメディア『Variety』が選ぶ、「ゲーム業界のリーダー10人」の1人として選出される[61]。

## 関連書籍
- 『ゲームデザイナー 小島秀夫論』発売日：2025年5月23日 出版社：DU BOOKS 著者：ハーツハイム・ブライアン・ヒカリ 翻訳：武藤陽生 解説：藤澤 仁（第四境界 総監督）一 ISBN 978-4-866472-23-2